# دنیل مالدونادو
دنیل مالدونادو (انگلیسی: Denil Maldonado؛ زادهٔ ۲۶ مهٔ ۱۹۹۸) بازیکن فوتبال اهل هندوراس است.
از باشگاه‌هایی که در آن بازی کرده است می‌توان به باشگاه فوتبال موتاگوا، باشگاه ورزشی یونیورسیتاتئا کرایووا، باشگاه فوتبال لس آنجلس، باشگاه فوتبال پاچوکا، و باشگاه فوتبال اورتون وینیا دل مار اشاره کرد.
وی همچنین در تیم‌های ملی فوتبال زیر ۲۳ سال هندوراس و هندوراس بازی کرده است.
وی در مسابقات کشوری و بین‌المللی در مجموع برندهٔ ۲ مدال نقره شده است.